# Франсуа Імбо-Дюлак
Франсуа Імбо-Дюлак (англ. François Imbeau-Dulac, 9 вересня 1990) — канадський стрибун у воду.
Учасник Олімпійських Ігор 2012 року.
Призер Ігор Співдружності 2018 року.
Призер Панамериканських ігор 2015, 2019 років.